# Fatty at San Diego
Fatty at San Diego é um filme mudo norte-americano de 1913 em curta-metragem, do gênero comédia, dirigido por George Nichols, estrelado por Fatty Arbuckle e Mabel Normand.

## Elenco
- Fatty Arbuckle ... Fatty
- Mabel Normand ... Mabel
- Phyllis Allen
- Minta Durfee
- Henry Lehrman
- Ford Sterling